# 奎滕戈
奎滕戈（義大利語：Quittengo），曾是意大利比耶拉省的一个市镇。总面积8平方公里，人口220人，人口密度27.5人/平方公里（2009年）。ISTAT代码为096052。
2016年1月1日，奎滕戈与圣保罗-切尔沃一起合并至坎皮利亚切尔沃市镇。

## 友好城市
- 義大利卡斯泰尔马尼奥 1975年